# КК Балкан Ботевград
КК Балкан Ботевград (буг. БК Балкан Ботевград) је бугарски кошаркашки клуб из Ботевградa. У сезони 2017/18. такмичи се у Кошаркашкој лиги Бугарске.

## Историја
Клуб је основан 1947. године. До првих трофеја дошао је тек у седамдесетим, а то су били национални куп 1970. и првенство 1974. године. Најуспешнији период за клуб била је друга половина осамдесетих када је везао још по три титуле у првенству (од 1987. до 1989) и у купу (од 1986. до 1988).
У међународној конкуренцији опробао се у регионалној Балканској лиги, а највиши успех у том такмичењу остварио је у сезони 2013/14. освајањем трећег места.

## Успеси

### Национални
- Првенство Бугарске:
  - Првак (5): 1974, 1987, 1988, 1989, 2019.
  - Вицепрвак (5): 1972, 2008, 2015, 2016, 2018.
- Куп Бугарске:
  - Победник (4): 1970, 1986, 1987, 1988.

### Међународни
- Балканска лига:
  - Треће место (1): 2014.

## Познатији играчи
- Слободан Божовић
- Марко Бркић
- Милан Миловановић
- Ненад Шуловић

## Познатији тренери
- Влада Вукоичић